# Шорт-трек на зимових Олімпійських іграх 2014 — естафета (чоловіки)
Змагання із шорт-треку в естафеті серед чоловіків у програмі Зимових Олімпійських ігор 2014 відбулися 13 і 21 лютого 2010 року в льодовому палаці спорту «Айсберг», Сочі, Росія.

## Результати
Фінал відбувся о 22:18.

### Півфінали
QA – кваліфікувались у фінал A
QB – кваліфікувались у фінал B
ADV – пройшли
PEN – пенальті
| Місце | Півфінал | Країна         | Спортсмени                                                                | Час      | Нотатки |
| ----- | -------- | -------------- | ------------------------------------------------------------------------- | -------- | ------- |
| 1     | 1        | Нідерланди     | Дан Бреувсма Нілс Керстхолт Шинкі Кнегт Фрік ван дер Варт                 | 6:45.385 | QA      |
| 2     | 1        | Казахстан      | Абзал Ажгалієв Айдар Бекжанов Денис Никиша Нурберген Жумагазієв           | 6:47.152 | QA      |
| 3     | 1        | Південна Корея | Лі Хан Бін Лі Хо Сук Пак Се Йон Сін Да Ун                                 | 6:48.206 | QB      |
| 4     | 1        | США            | Едді Альварес Джон Роберт Селскі Крістофер Крівлінг Джордан Мелоун        | 6:50.292 | ADV     |
| 1     | 2        | Росія          | Віктор Ан Семен Єлістратов Володимир Григор'єв Захаров Руслан Альбертович | 6:44.331 | QA      |
| 2     | 2        | Китай          | Чень Децюань Хань Тянью Ши Цзіннань У Дацзінь                             | 6:44.521 | QA      |
| 3     | 2        | Італія         | Юрі Конфортола Томмазо Дотті Ентоні Лобелло Нікола Родігарі               | 6:45.253 | QB      |
| 4     | 2        | Канада         | Майкл Гілдей Шарль Амлен Франсуа Амлен Олів'є Жан                         | 6:48.186 | QB      |

### Фінали

#### Фінал B (класифікаційний)
| Місце | Країна         | Спортсмени                                                  | Час      |
| ----- | -------------- | ----------------------------------------------------------- | -------- |
| 6     | Канада         | Майкл Гілдей Шарль Амлен Шарль Курнуає Олів'є Жан           | 6:43.747 |
| 7     | Південна Корея | Kim Yun-jae Лі Хо Сук Пак Се Йон Сін Да Ун                  | 6:43.921 |
| 8     | Італія         | Юрі Конфортола Томмазо Дотті Ентоні Лобелло Davide Viscardi | 6:44.904 |

#### Фінал A (медальний)

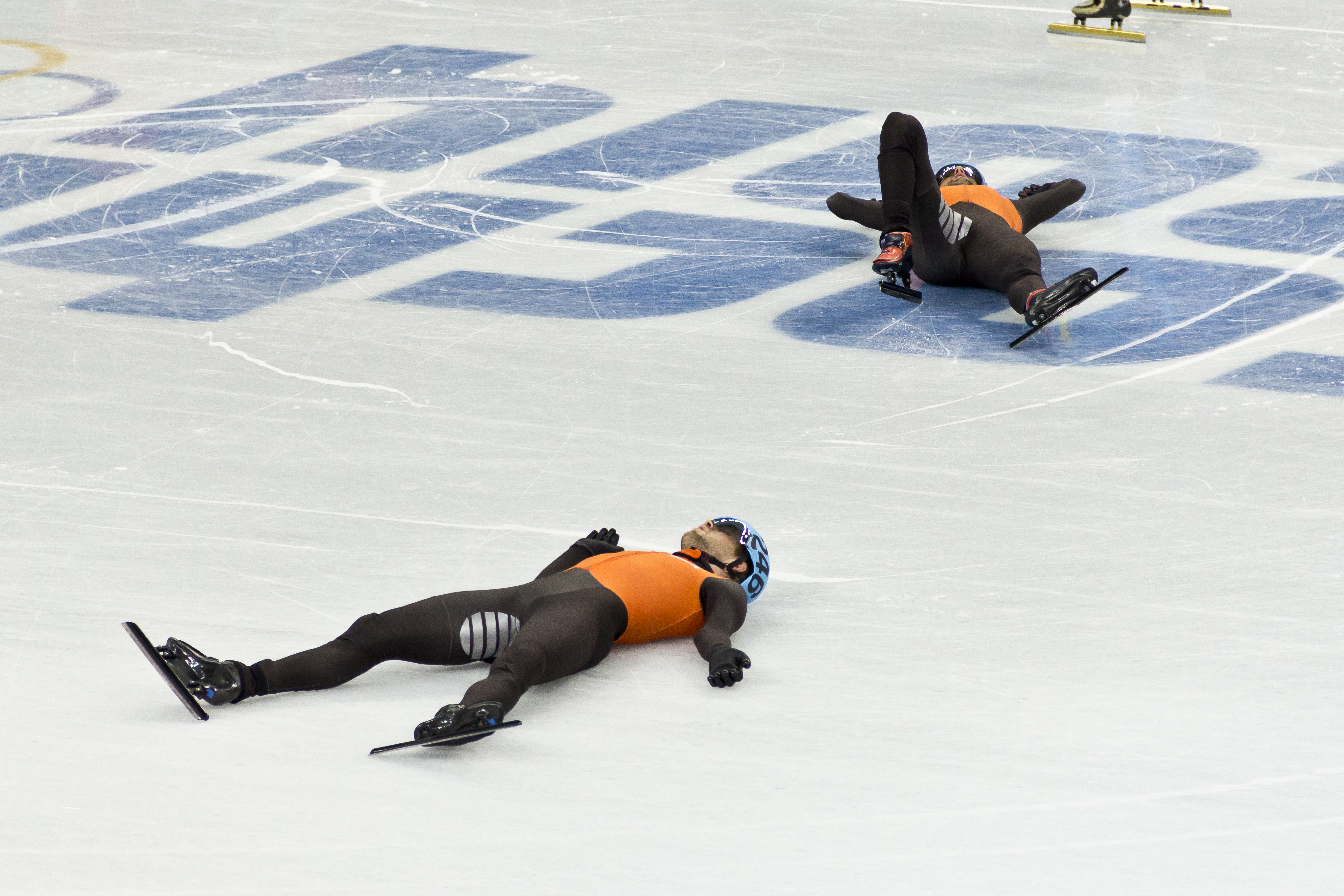
Збірна Нідерландів після фінішу четвертою

| Місце | Країна     | Спортсмени                                                         | Час      | Нотатки |
| ----- | ---------- | ------------------------------------------------------------------ | -------- | ------- |
| 1     | Росія      | Віктор Ан Семен Єлістратов Володимир Григор'єв Руслан Захаров      | 6:42.100 | OR      |
| 2     | США        | Едді Альварес Джон Роберт Селскі Крістофер Крівлінг Джордан Мелоун | 6:42.371 |         |
| 3     | Китай      | Чень Децюань Хань Тянью Ши Цзіннань У Дацзінь                      | 6:48.341 |         |
| 4     | Нідерланди | Дан Бреувсма Нілс Керстхолт Шинкі Кнегт Фрік ван дер Варт          | 6:49.149 |         |
| 5     | Казахстан  | Абзал Ажгалієв Айдар Бекжанов Денис Никиша Нурберген Жумагазієв    | 6:54.630 |         |